# SZINTÉZIS Szabadegyetem
A SZINTÉZIS Szabadegyetem elsősorban szemléletformáló, inspiratív, új létperspektívákat kínáló iskola. Elsődleges célja, hogy egy átfogóbb világkép kialakításában próbáljon segítséget nyújtani.

## Az egyetem története
Az 1997-ben alapított iskola a SZINTÉZIS Egyesület keretei között működik. Ezen a néven jött létre az az oktatási, kutatási és kulturális célú közhasznú társulás, amelynek egyik fő célja az egymástól eltérő megismerési utak értékeinek egyesítése, illetve oktatása. A szabadegyetem – nevéhez híven – azokból a múltbeli hagyományokból, illetve modern tudományos felismerésekből kíván egységes, integratív értelmet felmutatni, amelyek életünk leglényegesebb irányvonalait határozhatják meg. Megjelölt témáik a teljesség felé törekvőket, az összefüggésekben gondolkodókat hivatottak útjukon segíteni, felhasználva ehhez a mindenkori kereső és gondolkodó ember tapasztalatait. Alapító fővédnöke az azóta elhunyt Szepes Mária írónő, a tudományos fővédnöke pedig Prof. Dr. László Ervin filozófus.
Mind a Szabadegyetem, mind az Egyesület bejegyzésre került a felnőttképzést folytató intézmények nyilvántartásába, 2008. július 17-én, 00646-2008 szám alatt.

## Az iskola előadói, vezetői és technikai személyzete
A szakmai igazgató Paulinyi Tamás író, pszi-kutató, aki egyben a SZINTÉZIS Egyesület elnöke is. Az alelnök Dr. Héjjas István mérnök, író, buddhista gondolkodó. Az iskolatanács további tagjai: Orosz Katalin transzperszonális pszichológus, illetve Fürjes Benke Katalin titkár.

### Volt és jelenlegi előadók[3]

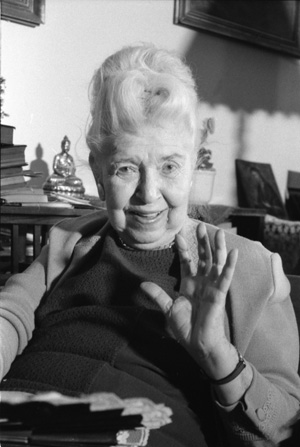
Szepes Mária

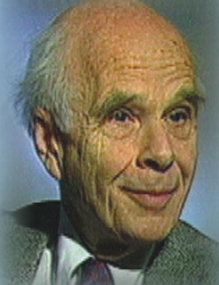
László Ervin

- Alexander Horsch - hagyományőrző zenész
- Dr. Angster Mária - pszichológus
- Bagdi Bella - életmód tréner, mantraénekes
- Dr. Balaicza Erika - orvos, természetgyógyász
- Balogh Béla - mérnök, gyógyító, író
- Barát István Zsolt - őstudáskutató, énekes
- Barkó Judit - újságíró, önismereti tréner
- Dr. Bistey Zsuzsa - klinikai pszichológus
- Dr. Boldizsár Ildikó - meseterapeuta
- Bóna László - író, homeopátiás tanácsadó
- Dr. Buda László - pszichiáter, pszichoterapeuta
- Dr. C. Molnár Emma - pszichoterapeuta
- Cser Zoltán - buddhista tanító
- Dr. Csíky Antal - pszichológus, autogén tréner
- Csörgő Zoltán - hagyománykutató, kulturális antropológus
- Dr. Daubner Béla - pszichiáter, ayurvédikus orvos
- Domján Gábor - agykontroll-oktató
- Dr. Domján László - orvos, Agykontroll-oktató
- Dúl Antal - teológus, Hamvas Béla műveinek gondozója
- Dr. Egely György - kutatómérnök, író, parakutató
- Faragó Melinda - pszichológus, asztrológus
- Dr. Fekete Anna - pszichológus, holisztikus szakíró
- Fináli Gábor - rabbi
- Prof. Dr. Frecska Ede - pszichiáter
- Fürjes Benke Katalin - a Szintézis Szabadegyetem alapító tagja, titkára
- Galgóczi István - iszlám szakértő
- Gánti Bence - integrál pszichológus
- Dr. Gazdag László - fizikus
- Dr. Grandpierre Attila - fizikus, tudatkutató, művész
- Gulyás Anna - kulturális antropológus
- Dr. Gyarmati Andrea - gyermekorvos
- Dr. Héjjas István - kutatómérnök, író, buddhista gondolkodó
- Prof. Heller Ágnes - filozófus
- Dr. Hoffmann Gergely - orvos,  terapeuta, író
- Honti Margó - pszichológus
- Jankovics Marcell - filmrendező, jelképszakértő
- Jókai Anna - írónő
- Dr. K. V. Suresh Ji - Siddhah jógi, gyógyító
- Kalo Jenő - NLP oktató
- Dr. Karácsony Ferenc - orvos, természetgyógyász
- Keresztes Barna - énekes, gitáros
- Kereszty András György - tudatossági tréner
- Kiss J. Zsolt - pszichodráma asszisztens
- Kovács Gábor - asztrológus, vallásbölcsész
- Kövesi Péter - természetgyógyász, Reiki-mester
- Kövi Szabolcs - zeneszerző, fuvolaművész
- Laár András - előadóművész, buddhista gondolkodó
- Prof. Dr. László Ervin - filozófus, a „Pszi-mező elmélet” kidolgozója
- László Ruth - pszichológus, álomszimbológus, szakíró
- Dr. Lőke János - pszichiáter
- Matyi Csongor - kutatópszichológus
- Dr.h.c. Mireisz László - filozófus, buddhista tanító
- Müller Péter - író, színházi dramaturg
- Nádor Judit Keya - képzőművész, antropológus
- Dr. Nagypál Szabolcs - római katolikus teológus
- Nógrádi Csilla - klinikai szakpszichológus
- Orosz Katalin - transzperszonális pszichológus
- Orosz László Wladimir - hermetikus, asztrológus
- Paksi Zoltán - asztrológus
- Pap Gábor - művészettörténész
- Prof. Dr. Papp Lajos - szívsebész
- Dr. Parádi József - pszichiáter, álomterapeuta
- Paulinyi Tamás - író, pszi-kutató
- Dr. Pilling János - pszichiáter, tanatológus
- Dr. Polcz Alaine - pszichológus, tanatológus, írónő
- Prof. Popper Péter - pszichológus, egyetemi tanár, író
- Dr. Pressing Lajos - pszichológus, buddhista tanító
- R. Kárpáti Péter - színművész, műsorszerkesztő
- Rácz Géza - vallásbölcsész
- Rákos Péter - író
- Regős Sziránszki József - hagyományőrző, költő-zenész
- Dr. Sári László - orientalista
- Sebeők János - író, filozófus
- Dr. Simoncsics Péter - integráló orvos, természetgyógyász
- Sólyomfi Nagy Zoltán - tanító, énekmondó
- Somi Panni - táncművész
- Somogyi István - színházi rendező, hagyományőrző, tanító, szerzetes
- Szabó Judit - szakíró
- Szathmári Botond - orientalista, vallásfilozófus
- Szendi Gábor - pszichológus
- Szepes Mária - írónő, spirituális tanító
- Tar Ildikó - bölcsész, álomszimbológus
- Tarr Bence László - kulturális antropológus
- Dr. Tasi István - kulturális antropológus, Krisna tudatú szerzetes
- Prof. Török Szilveszter - természetgyógyász
- Prof. Tóth Tibor - informatikus
- Turóczi Attila - pszichológus
- Vadas Mihály - Csí-Gung oktató
- Váradi Tibor - vallásbölcsész
- Vassy Zoltán - pszichofizikus, parakutató
- Dr. Vekerdy Tamás - író, pszichológus
- Weiner Sennyey Tibor - költő, író

## Az egyetem oktatási rendszere, tanfolyamai
Az egyetem oktatási rendszere a hallgatóknak nem ad szakmai végzettséget sem valamely részterület valamely részterületen való elmélyülést. Leginkább érettebb önismeretet nyújt a világ tükrének és a sors rejtett folyamatainak megismertetésével. Az önismeret útján érthetőbbé válik a sors összefüggései, világosabbá az életfeladatok felismerési- és megoldási lehetőségei. Az iskola szintézisbe hozza a különböző korok és kultúrák tudását a modern ismeretekkel, kellő nyitottsággal és egyben józan mértékkel vonva le azokból a ma emberének szóló tanulságokat. Az iskola egyik célja az emberi lét lényeges kérdéseire válaszokat adni, egyben megoldásokat kínálni a mindennapi élet problémáira is.
Az intézmény évről évre lehetőséget biztosít a hátrányos helyzetű hallgatók díjmentes, illetve kiemelten kedvezményes részvételére is. Ennek keretén belül a legjobb eredményt elért hallgatóknak következő évfolyamra ösztöndíjként tandíjmentességet és kedvezményeket nyújt.
Előbbihez hasonlóan közhasznú jelleggel az anomáliás tudatjelenségek körében az iskola megalakulása óta nonprofit kutatásokat folytat nemzetközileg is elismert parapszichológiai laborjában.
A képzések (ALFA-, THÉTA-, PSZI-Modul) között nincs sorrendiség. Ezek tematikája nem egymásra épülő, hanem egymás mellé rendelhető.
Az oktatási program keretén belül integratív, egy-egy átfogó témát egy-egy hétvégén több előadó tolmácsolásában, más-más megközelítésben jár körbe, amelyekhez éves szinten közel harminc szakmailag elismert előadó működik közre.

### Modulok

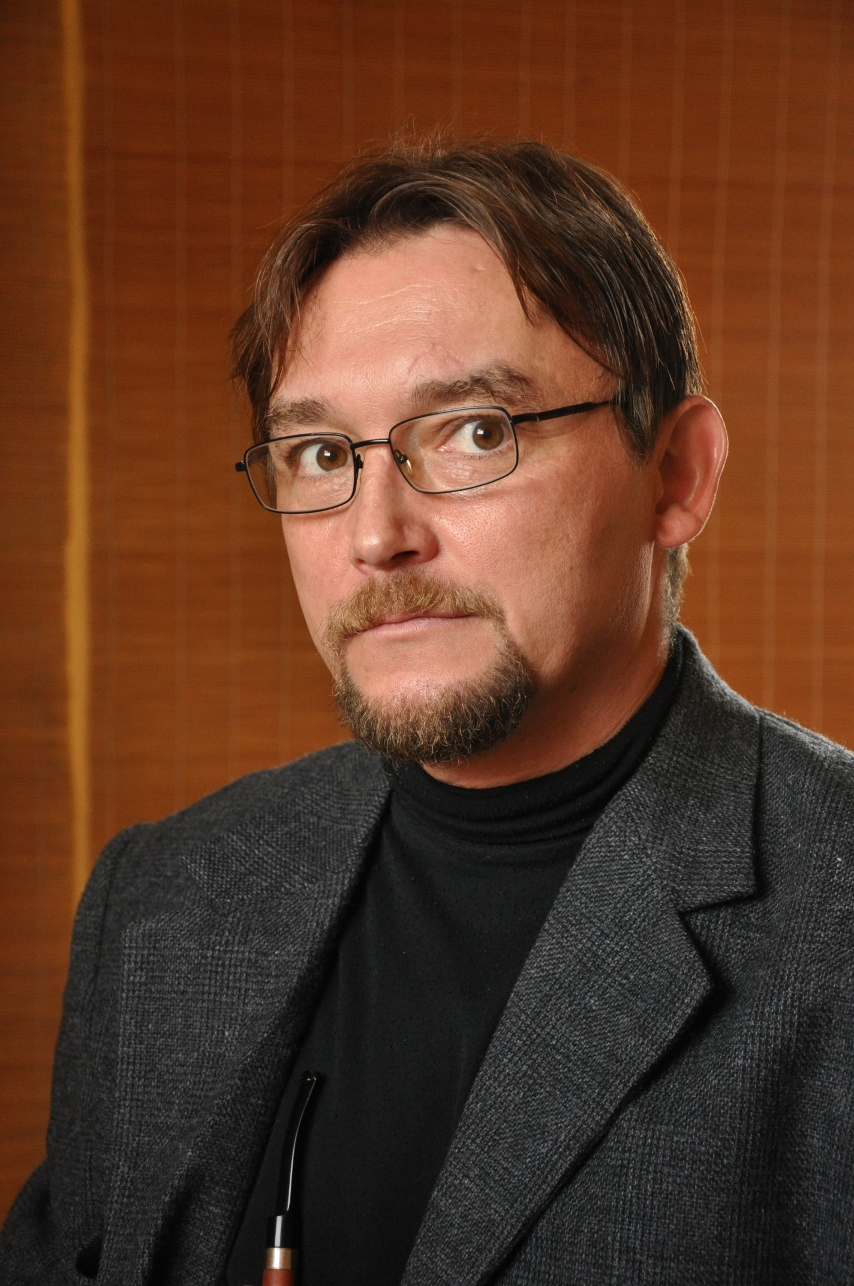
Paulinyi Tamás

#### ALFA-Modul
Az ALFA-Modul elsősorban a mindennapok pszichológiáját és az önismeret alternatív, illetve spirituális útjait mutatja be. A több mint tizenötödik tanévét kezdő oktatási blokk integrált spirituális pszichológiai és önismereti képzést nyújt, melynek sikeres elvégzése esetén Tanúsítvány szerezhető. A modul 120 órája alatt a mindennapok pszichológiájának bemutatásai, illetve az élethez, a sorshoz adható tanácsok kapnak hangsúlyt.
A modul előadói:
Dr. Angster Mária, Balogh Béla, Barkó Judit, Bóna László, Dr. C. Molnár Emma, Faragó Melinda, Dr. Fekete Anna, Gánti Bence,
Dr. Héjjas István, Kalo Jenő, Kiss J. Zsolt, Kövesi Péter, Laár András, Mireisz László, Müller Péter, Paulinyi Tamás, Dr. Pilling János, Dr. Pressing Lajos, Rákos Péter, Szendi Gábor, Tar Ildikó, Tasi István, Turóczi Attila, Váradi Tibor.

#### THÉTA- és PSZI-Modul
A THÉTA-Modul jellemzően a múlt metafizikai hagyományait és a vallások pszichológiáját vizsgálja, a PSZI-Modul évben pedig a holisztikus pszichológia és a parapszichológia oktatása kap nagyobb hangsúlyt.
A THÉTA-Modul képzés fő célja az emberi kultúrát minden korban meghatározó hitbéli és vallásos szemléletek átfogó tanulmányozása, amelyben a vallástörténeti és filozófiai megközelítések mellett kiemelt szerepet kapnak azok a pszichológiai értelmezések, amik az erkölcs, az etika és a spiritualitás léleknevelés alapjait teszik érthetőbbé. Ennek alapján önismereti értékkel tárja fel az ember lelkivilágának transzcendens régióit, a hit meghatározó szerepét életünkben, de ugyanígy részletesen taglalja a magasabb dimenziók létét tudományosan is valószínűsítő elméleteket elsősorban a tudományos parapszichológia eredményeire támaszkodva. Az elméleti képzést interaktív gyakorlatokkal, elmélyülésekkel és közös, vezetett meditációkkal, „belső utazásokkal” teszi a mindennapokban is alkalmazható tudássá.
2014 októberében indult a megújult PSZI-Modul. Az akkreditált PSZI-Modul év a speciális oktatási program, amelynek célja egy holisztikus pszichológiai rendszer bemutatása, a tudatról szerzett eddigi ismeretek összefüggéseinek feltárása, illetve az ebben az integrált felfogásban látható tanulságok gyakorlati értékeinek hangsúlyozása. Ebben a szellemben ismerteti meg a parapszichológia történetét és tényeit, a halálközeli élményeket, a „véletlenek” pszichológiáját, az agy és tudat, illetve a PSZI-mező elméleteit.

### Tanfolyamok

#### A teremtő tudat
A Paulinyi Tamás által tartott tanfolyam a legmodernebb pszi-kutatások eredményeit és az önismeret hagyományait ötvözve – a rejtett képességek mindennapos kibontakoztatását, az életesemény- és sorsprogramozás helyes irányba állítását szolgálja. A kurzus speciális jelleggel, a gyakorlati és az üzleti életben alkalmazható ösztönös és intuitív döntéshozatalt is segíti.

#### További tanfolyamok
A SZINTÉZIS Szabadegyetem Spirituális lélekvezetés című önismereti képzése – az általános hospice-alapelvek ismertetése mellett – olyan ismeretek átadása, amelyek az emberi kultúra vallásos-metafizikai hagyományainak ideillő tanulságait vetik össze az alternatív pszichológia útmutatásaival, korokon túli bölcsességét kínálva a spirituális létfelfogásnak. Az egyéves integrált kurzuson szó esik a különböző kultúrtörténeti korok és vallások halálfelfogásáról és túlvilágképeiről, de bemutatásra kerülnek a mai tudatkutatás perifériáinak megdöbbentő felfedezései a tudat tér-időn kívüli dimenzióiról és a halálközeli élmények jelentőségéről is. A tanfolyam kitér a hospice-mozgalom társadalomformáló szerepére csakúgy, mint etikai kérdésekre, valamint egyéb teológiai és okkult vonatkozásokra is, továbbá a régmúlt halottkultuszaira, illetve a mai szakrális és profán rítusokra. A túlélő tudat hipotézisei az élet értékeinek újragondolását, annak fontosságát is hangsúlyozzák, rávezetve egy teljesebb világkép harmóniájának felfedezésére, így a mulandóság méltóságteljes elfogadására. A képzés önismereti, sorsformáló hatású tanfolyamként is önálló értékű, amivel magunknak és másoknak a leginkább emberpróbáló helyzetekben talán a legnagyobb segítséget tudja nyújtani. A tanfolyam előadói között van Héjjas István, Jókai Anna, Keresztes Barna, Laár András, Mireisz László és Paulinyi Tamás is.

## Pszi-labor

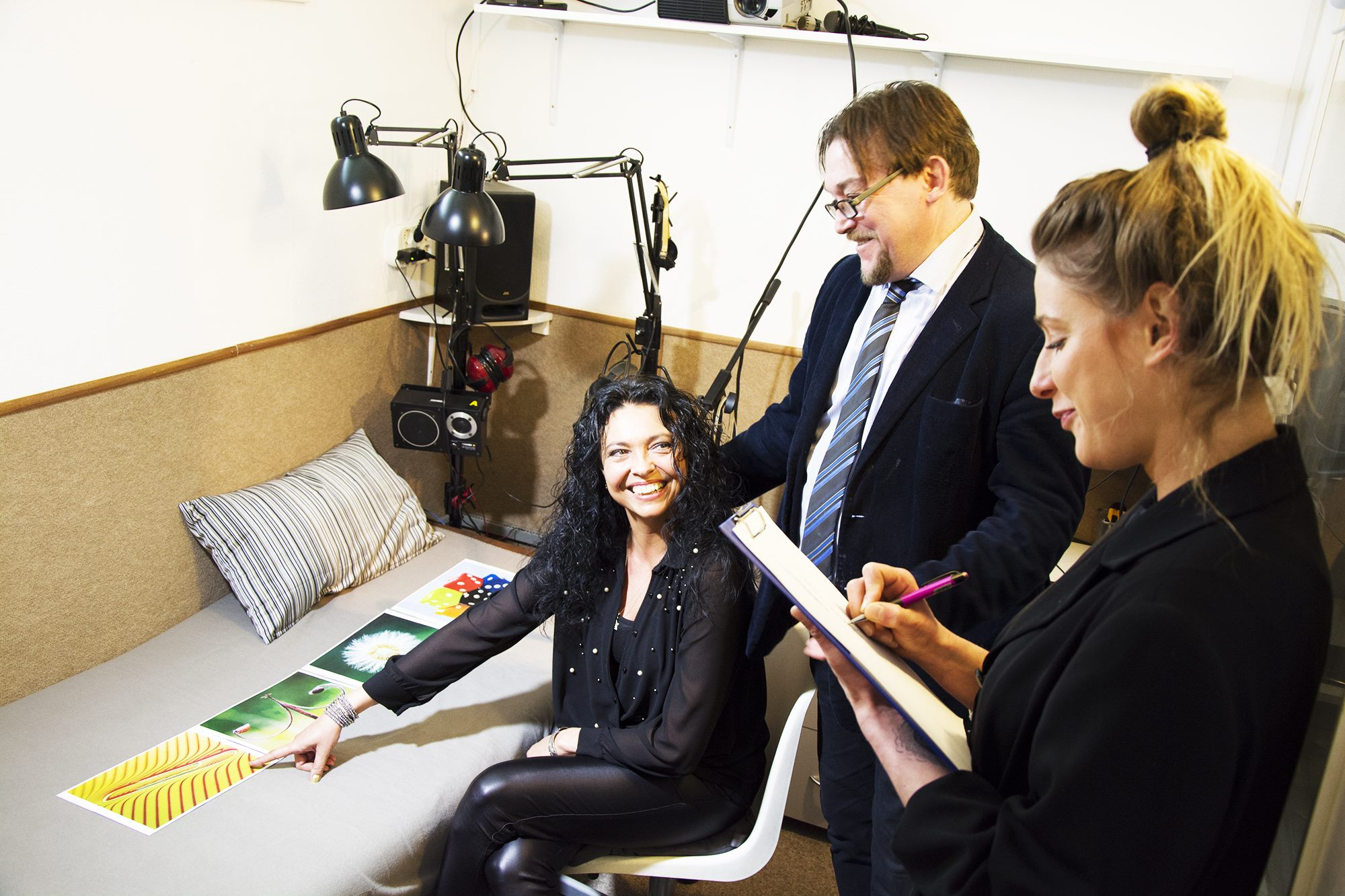
Paulinyi Tamás a PSZI-laborban

A Paulinyi Tamás által vezetett labor 2001 óta működik, azonban az itt folyó vizsgálatok több évtizedes múltra tekintenek vissza, melyek más magyar kutatók vizsgálatainak eredményeire is épülnek. Vassy Zoltán pszichofizikus például már az ezerkilencszázhetvenes években végzett telepátia kísérleteket, Dr. Egely György kutatómérnök, pedig az ezerkilencszáznyolcvanas években már szintén kifejlesztette vitalitásmérőjét. A SZINTÉZIS labor elődjeinek tekinthető – hasonlóképp Paulinyi Tamás által vezetett – AION és Paradigma laborokban így már mindkét módszer, illetve eszköz, alkalmazásra került.
Paulinyi Tamás, aki az ezerkilencszáznyolcvanas évek végén építette fel első amatőr kutató laboratóriumát, korábban a Magyar Para-Kutatási Tudományos Társaság főtitkáraként, később, pedig az AION alapítvány kutatási koordinátoraként, csakúgy, mint napjainkban is, elsősorban az érzékszerveken túli észlelések (ESP) területén végzett-végez kísérleteket, amelyek eredményessége nemzetközi szinten is kiemelkedő. A SZINTÉZIS labor telepátiakísérleteiben a vevő egy előzetes relaxációs gyakorlat után ugyanis olyan specifikus instrukciókkal közelít az adás tárgyához, ami a racionális asszociációkat gátolva több sikerre vezet az átlagosnál.
Az ESP kísérletek mellett Paulinyi több éven át végzett sikeres vizsgálatokat az Egely féle vitalitásmérővel, illetve részt vett természetgyógyászati módszereket értékelő méréssorozatokban. Ugyanígy különlegességnek számít, hogy sok kísérlettípusban a speciális módosult tudatállapotok hatását is vizsgálta, esetenként ősi módszerek – mandalameditáció, sámándobolás – alkalmazásával. Ezek a nyitott megközelítésmódok ugyanakkor kritikus hozzáállással párosulva jelentenek egy olyan integratív módszertani egységet, ami a szakmában példaértékű lehet.
A SZINTÉZIS PSZI-Labor – Vassy Zoltán külföldi kollégáin keresztül – nemzetközi kapcsolatokat tart fenn a szakma ismert kutatóival, így például az amerikai Edwin Charles May-el is, aki a pszi-kutatás egyik legkiemelkedőbb alakjának tekinthető. Edwin May egy olyan kísérlet sorozatot végzett, ami a jövőérzékelés testi reakcióit mérve, a bőrellenállás előzetes változásait rendelte váratlan és véletlenszerű ingerekhez, ebben a vizsgálatban a SZINTÉZIS labor is részt vett. Paulinyi Tamás munkásságának legnagyobb erényét mégis a pszi-képességek népszerűsítése és a parapszichológiáról való tudásunk oktatása jelenti. Másfél évtizede folyamatosan közöl a témáról ismeretterjesztő cikkeket és cikksorozatokat, részt vesz hasonló témájú rádiós és televíziós műsorok szerkesztésében és vezetésében, továbbá tizenhárom éve igazgatója a SZINTÉZIS Szabadegyetemnek, amelynek rendszeres gyakorlati terepét a pszi labor jelenti.